# Dermot McGlinchey
Dermot McGlinchey (* 9. Mai 1973) ist ein nordirischer Snookerspieler aus Castlederg (County Tyrone). Zwischen 1991 und 2011 war er in 9 Spielzeiten als Profi auf der Snooker Main Tour aktiv.

## Karriere
Schon in der Jugend gehörte Dermot McGlinchey zu den besten Spielern in Nordirland. 1989 wurde er nordirischer U-16-Meister. Mit 18 Jahren trat er erstmals in der damals offenen Profitour an und qualifizierte sich bei zwei Turnieren für die Runde der Letzten 128. Bei der nordirischen Profimeisterschaft stand er im Achtelfinale.
In der Saison 1992/93 besiegte er beim Grand Prix unter anderem Franky Chan und kam unter die Letzten 64. Darüber hinaus war aber in dieser und auch in der nächsten Saison spätestens die Runde der Letzten 128 Endstation bei den Profiturnieren. Über Platz 168 der Rangliste in der Saison 1994/95 kam er damit nicht hinaus. Auch in den nächsten drei Jahren gab es keine besseren Ergebnisse und als zur Saison 1997/98 das Profifeld begrenzt wurde, konnte er sich über die WPBSA Qualifying School nicht qualifizieren. Deshalb spielte er in dieser Spielzeit nur die vier Turniere der untergeordneten UK Tour. Obwohl er dort auch keine vorderen Platzierungen erreichte, genügte sein Abschneiden für ein weiteres Profijahr in der Saison 1998/99. Allerdings gab es da fast nur Auftaktniederlagen. Nur bei der Benson & Hedges Championship, einem offenen Turnier ohne Weltranglistenpunkte, erreichte er Runde 3. 
Damit endete erst einmal seine Profizeit. In den folgenden Jahren nahm er zwar weiter an für Amateure offenen Turnieren sowie an UK und Challenge Tour teil, aber mit wenig Erfolg. Erst mit zwei Achtelfinals bei den Challenge-Tour-Turnieren der Saison 2003/04 zeigte sich ein Aufwärtstrend. Gleichzeitig war es auch seine erfolgreichste Spielzeit als Amateur. Bei der IBSF-Weltmeisterschaft 2003 erreichte er das Viertelfinale und bei der Europameisterschaft 2004 kam er bis ins Halbfinale, wo er mit 4:6 gegen Alex Borg verlor. 
Vor allem blieb McGlinchey aber einer der besten Amateure in Nordirland und qualifizierte sich 2006 als Landesmeister für den freien Main-Tour-Platz, für den der nordirische Snookerverband einen Spieler nominieren durfte. Gleich bei seinem ersten Profiturnier in der Saison 2006/07, der Northern Ireland Trophy, besiegte er Paul Davison und Shokat Ali und kam bei seinem Heimturnier unter die Letzten 64. Beim Grand Prix überstand er aber auch mit drei Siegen die Gruppenphase nicht und als danach nur noch ein einziger Auftaktsieg folgte, schied er als 87. von 96 Spielern der Weltrangliste wieder aus der Main Tour aus. Danach gelang es ihm zwar 2010 noch einmal, die nordirische Nominierung für die Profitour zu erhalten. Aber in der Saison 2010/11 war er fast ausschließlich bei den Kleinturnieren der Players Tour Championship erfolgreich und kam auch da nie über Runde 2 hinaus. So verfehlte er nach seinem 9. Profijahr erneut die Weiterqualifikation und beendete deshalb seine Profikarriere.
Dermot McGlinchey ist offizieller Coach des Weltsnookerverbands.

## Erfolge
Ranglistenturniere:
- Runde der Letzten 64: Grand Prix (1992), Northern Ireland Trophy (2006)

Amateurturniere:
- Nordirische U-16-Meisterschaft (1989)
- Nordirische Amateurmeisterschaft (2006, 2010)[3]
- Halbfinale der Europameisterschaft (2004)